# Chaînon Baraboo

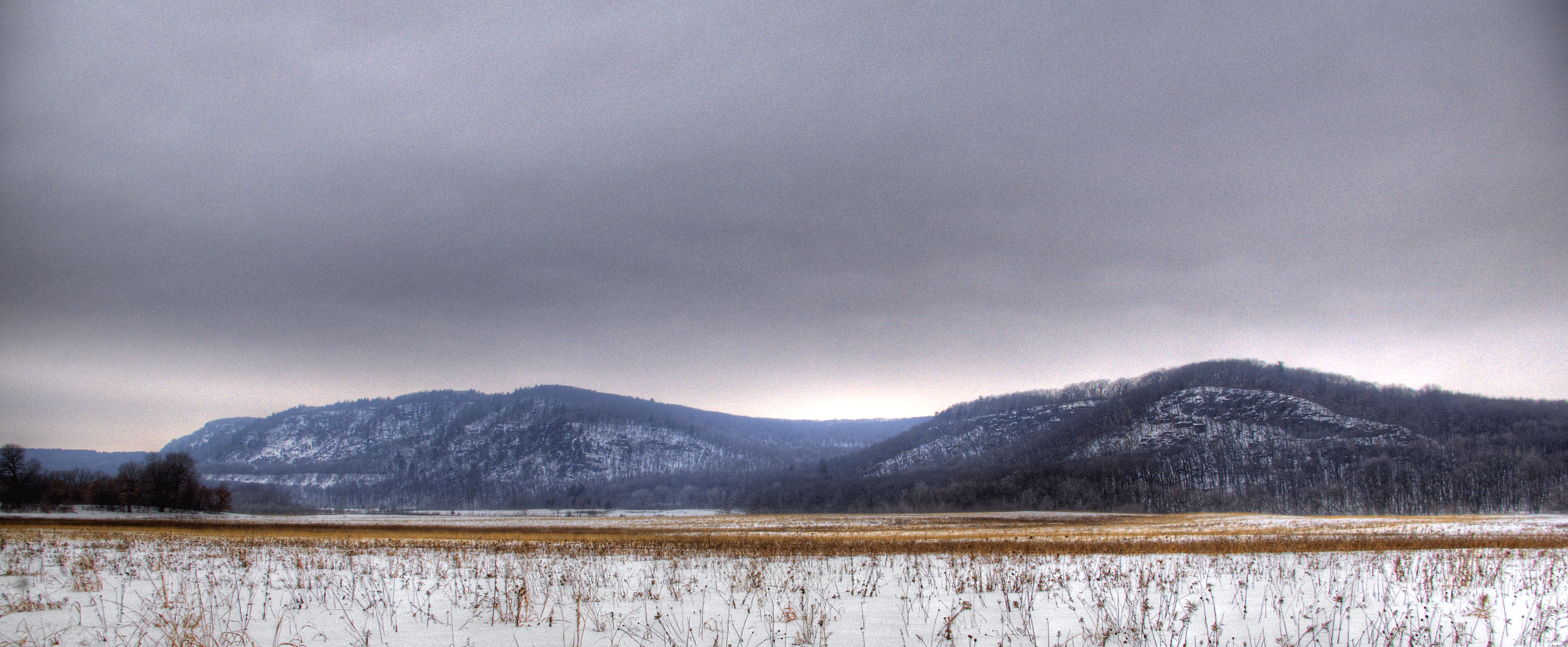
Vue des monts Baraboo en hiver.

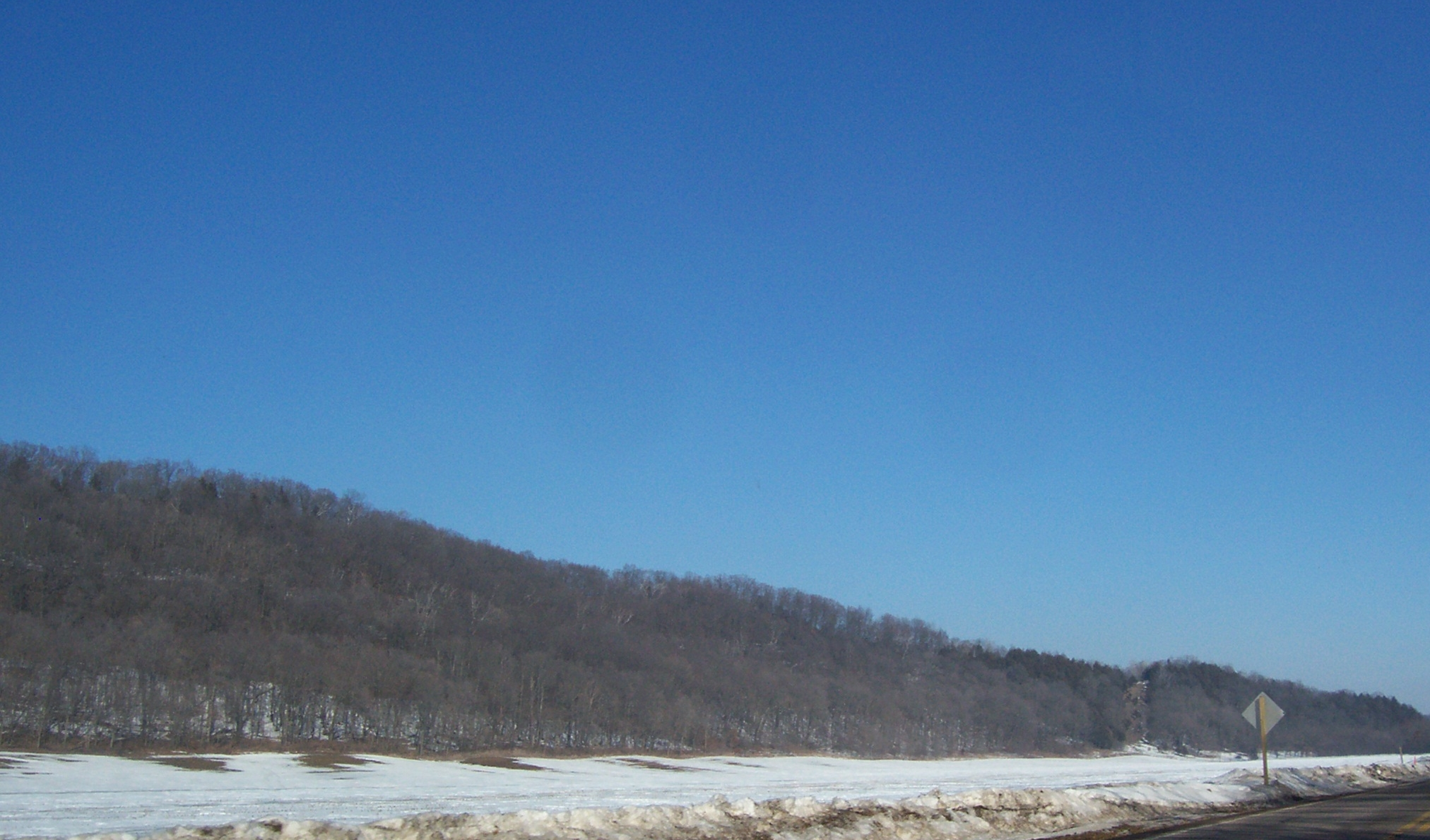
Vue vers l'est, le long de la plage sur la Wisconsin Highway 78.

Le chaînon Baraboo (Baraboo Range) est un massif de montagnes situé dans les comtés de Sauk et de Columbia, dans le Sud de l'État américain du Wisconsin. Il est constitué par un synclinal. Il se compose de roches métamorphiques précambriennes fortement érodées. Le chaînon est long d'environ 40 km pour largeur variant de 8 à 16 km. La rivière Wisconsin, qui coulait jusqu'alors du nord au sud, bifurque vers l'est juste au nord du chaînon puis vers l'ouest en direction du Mississippi. L'extrémité orientale du chaînon a subi la glaciation du Wisconsin, à la différence de la moitié ouest et, par conséquent, marque la limite orientale de la Driftless Area (en) (la « zone sans dérive »).
La ville de Baraboo est située au creux du synclinal. Le chaînon a été désigné monument naturel national en 1980.

## Géologie
Le chaînon est un exemple de massif de montagnes enterrée qui a été exposé par le biais de l'érosion, puis a subi à nouveau les forces d'une érosion de surface. Les roches datent jusqu'à 1,5 milliard d'années, comptant  parmi les plus anciennes roches à l'air libre en Amérique du Nord. Elles sont composées principalement de quartzite de Baraboo (en), variant du gris au rose, et de rhyolite rouge. La rivière Baraboo divise le chaînon en deux, traversant la gorge d'Upper Narrows près de Rock Springs et coule jusqu'à sa confluence avec la rivière Wisconsin en aval de Portage en passant  par les Lower Narrows. Les Baraboos sont composés de quartzite précambrien résistant (une roche métamorphique) qui a formé un vestige d'érosion, appelé monadnock, résultant en une proéminence topographique. Les montagnes peuvent s'être formées à la fin du Précambrien. Ces formations ont été enterrées par des strates de roches sédimentaires paléozoïques et sont toujours découvertes par l'érosion de roches plus tendres qui les recouvrent.
Devil's Lake (en), l'élément central du Devil's Lake State Park, a été formé à partir de moraines terminales bloquant l'accès à son exutoire, créant ce qui est aujourd'hui un lac endoréique (c'est-à-dire un lac sans débouché en surface vers les océans du monde).